# Robert Kerr
Robert Kerr (n. 1755, Roxburghshire, Scoția; d. 11 octombrie 1813, Edinburgh) a fost un medic, zoolog și autor de lucrări și traduceri științifice scoțian.
A studiat medicina la Universitatea Edinburgh și a lucrat ca chirurg la spitalul Edinburgh Foundling Hospital. A tradus diferite cărți științifice în engleză. În 1794 renunță la postul de chirurg și înființează o fabrică de hârtie.

## Opere
- General View of the Agriculture of Berwickshire
- A General History and Collection of Voyages and Travels

### Traduceri
- 1789 - Traitée Elémentaire de Chimie de Antoine Laurent de Lavoisier
- 1792 - The Animal Kingdom din Systema Naturae de Carl von Linné
- Essays on the Theory of the Earth din Recherches sur les ossements fossiles de quadrupedes de Georges Cuvier